# Chalcis obtusedentata
Chalcis obtusedentata är en stekelart som beskrevs av Costa 1863. Chalcis obtusedentata ingår i släktet Chalcis och familjen bredlårsteklar. Inga underarter finns listade i Catalogue of Life.